# Джироламо Кардано
Джиролàмо Кардàно, (на италиански: Girolamo Cardano), (1501 – 1576) е известен италиански ренесансов математик, лекар, философ и астролог. Известен е също и със страстта си към хазарта и шахмата.

## Биография
Джироламо Кардано е роден на 24 септември 1501 г. в Павия, Италия, като извънбрачен син на Фацио Кардано, юрист с математически способности, приятел на Леонардо да Винчи. В своята автобиография Джироламо Кардано пише, че майка му се е опитала да го абортира. В Павия тя отива от Милано, бягайки от чумна епидемия. Другите ѝ три деца умират от болестта.
В 1520 г. Кардано постъпва в университета в Павия, а по-късно и в Падуа, където учи медицина. Той е ексцентричен и конфликтен, което не му печели много приятели. През  1525 г. нееднократно се опитва да постъпи като преподавател в Колежа по медицина в Милано, но не е допуснат поради недобрата си репутация и извънбрачен произход. Накрая той успява да си изгради добър авторитет като лекар и е високо ценен в дворцовите среди. В медицината описва за първи път болестта коремен тиф.
Днес Кардано е най-известен за постиженията си в алгебрата. Той публикува решенията на уравнения от трета и четвърта степен. В книгата си Ars magna дава решение (формула на Кардано) за един частен случай на кубично уравнение от вида x3 + ax = b (в съвременен запис), съобщено му от Николо Фонтана Тарталя (който по-късно претендира, че Кардано се е заклел да не го публикува и влиза в десетгодишен спор с него). Уравнението от четвърта степен е решено от Лодовико Ферари, ученик на Кардано. И към двамата има благодарности в предговора към книгата, а също и на редица места в текста. В изложението си Кардано приема съществуването на числа, които днес се наричат имагинерни и комплексни, без да вниква в същността им.
Кардано е известен с постоянния си недостиг на пари и намира средства за самоиздръжка, като играе комар и шах. Неговата книга за хазартните игри Liber de ludo aleae, написана през 1560-те, но публикувана едва в 1663, след смъртта му, съдържа първото систематично разглеждане на вероятностите като част от ефективните методи за игра.

Кардано изобретява редица механични уреди, включително секретната ключалка (катинар) с шифър; окачването, състоящо се от два или три концентрични пръстена, позволяващо на компас или жироскоп да се върти свободно, както и известният карданов вал със съединител, който позволява предаване на въртящ момент при различни ъгли, използван и до днес в различни превозни средства. Той има редица приноси в хидродинамиката и поддържа твърдението, че не е възможно вечно движение, с изключение на небесните тела. Кардано публикува две енциклопедии по естествени науки, които съдържат голямо разнообразие от изобретения, факти и окултни суеверия. През 1550 г. той въвежда решетката на Кардано, инструмент за криптография. 
Кардано е един от първите, които заявяват, че глухонемите могат да се обучават без предварително да се учат да говорят. 
По-големият и предпочитан син на Кардано е екзекутиран през 1560 г., след като е признат за виновен в отравянето на изневеряващата му съпруга. Другият му син е комарджия и често краде пари от баща си. През 1570 г. Кардано е обвинен в ерес, защото в 1554 г. е изчислил и публикувал хороскоп на Иисус Христос. Очевидно синът му е съдействал за това преследване. Кардано е арестуван и прекарва в затвора няколко месеца. След този случай е принуден да напусне преподавателското си място. Премества се в Рим, където получава пожизнена пенсия от папа Григорий XIII и довършва автобиографията си през 1576 г. 
Кардано умира в деня, който (вероятно) предварително сам е определил астрологически; има съмнения, че сам е предизвикал смъртта си.

## Избрани произведения
На Джироламо Кардано принадлежат многобройни публикации по медицина, математика, философия, астрология. Само по медицина са около 200. Преди арестуването му в 1570 г. той унищожава около 120 от книгите си. Известните му произведения са описани и публикувани в Hieronymi Cardani Mediolensis opera omnia, Jean Antoine Huguetan/ Marc Antione Ravaud. Lyon: 1663. Ето някои от по-известните му произведения:
- De malo recentiorum medicorum usu libellus, Венеция, 1536 (по медицина).
- Practica arithmetice et mensurandi singularis, Милано, 1539 (по математика).
- Artis magnae, sive de regulis algebraicis (известна също като Ars magna), Нюрнберг, 1545 (по алгебра).
- De immortalitate (по алхимия).
- Opus novum de proportionibus (по механика).
- Contradicentium medicorum (по медицина).
- De subtilitate rerum, Нюрнберг, 1550 (за природни явления).
- De libris propriis, Лайден, 1557 (коментарии).
- De varietate rerum, Базел, 1559 (за природни явления).
- Opus novum de proportionibus numerorum, motuum, ponderum, sonorum, aliarumque rerum mensurandarum. Item de aliza regula, Базел, 1570.
- De vita propria, 1576 (автобиография).
- Liber de ludo aleae, посмъртно, 1663 (за вероятностите).
- De Musica, около 1546 (по музика), посмъртно публикувана в Hieronymi Cardani Mediolensis opera omnia, Лион, 1663.
- De Consolatione, Венеция, 1542